# Cassandre
|  | Aquest article tracta sobre Cassandre de Macedònia. Vegeu-ne altres significats a «Cassandre (desambiguació)». |

Cassandre o Casandre (Kássander, Κάσσανδρος) fou un epígon, rei de facto de Macedònia.
Era fill del diàdoc Antípater i tenia 35 anys quan el seu pare va morir, la qual cosa vol dir que va néixer vers el 354 aC.
Apareix esmentat per primera vegada en temps d'Alexandre el Gran quan aquest, que era a Babilònia, el va enviar a Macedònia per ajudar el seu pare Antípater. A la mort d'Alexandre, Diòdor, Justí, i Curti diuen que va rebre la satrapia de Cària, però sembla que és una confusió amb Asandre.
Quan Polipercó fou confirmat com a nou regent, Cassandre va ser confirmat com a quiliarca, un càrrec secundari de la cort que ja li havia donat el seu pare, ofici amb el qual podia supervisar Antígon el borni el 321 aC quan se li va donar el comandament de les forces contra Èumenes de Cardia. Cassandre no va estar conforme i aviat va pactar amb Ptolemeu Lagos i amb Antígon i va fer la guerra a Polipercó.
El fracàs de Polipercó a Megalòpolis va posar en mans de Cassandre molts estats grecs i Atenes se li va entregar com aliat, però podent gaudir de la base de Muníquia (Munichya) fins al final de la guerra. Cassandre va establir una constitució per Atenes amb un mínim de 10 mines (minae) pels plens drets de ciutadania (la meitat del que havia fixat Antípater) i la seva energia i habilitat li van donar molts partidaris.
Quan va saber de l'assassinat d'Eurídice i Filip III Arrideu per ordre d'Olímpies, la qual també havia fet matar el germà de Cassandre, Nicanor i a un centenar d'amics, i fins i tot havia tret de la tomba el cos de Iol·les, un altre germà de Cassandre, va deixar d'assetjar Tegea, on es trobava i va marxar a Macedònia deixant el Peloponès en mans de Polipercó i Aecides de l'Epir. Va assetjar Olímpies a Pidna (hivern del 317 aC) i a la primavera la va obligar a rendir-se amb la promesa de salvar la vida, però la va fer matar tot seguit sense complir la seva paraula.
Roxana i el seu fill Alexandre foren posats sota custòdia a Amfípolis amb ordres de no ser tractats com a membres de la reialesa. Ell mateix es va enllaçar amb la família reial casant-se amb Tessalònica, la germanastra d'Alexandre el Gran, en honor de la qual probablement va fundar el 316 aC la ciutat de Tessalònica, i probablement també la ciutat de Cassàndria a la Pal·lene, en honor seu mateix.
Va tornar al sud i es va aturar a Beòcia (315 aC) on va començar a restaurar Tebes just 20 anys després de la seva destrucció per Alexandre, mesura que fou molt popular entre els grecs. Va entrar al Peloponès on va recuperar moltes ciutats que havien caigut en mans d'Alexandre Polipercó, i finalment va aconseguir que Polipercó i el seu fill Alexandre Polipercó fessin aliança amb ell i se separessin d'Antígon contra el que es va formar una nova coalició.
El 313 aC amb la promesa de la llibertat per les ciutats gregues, Antígon va separar de la causa de Cassandre les ciutats gregues menys Corint (on era Polipercó) i Sició (on era Cratesípolis, la vídua d'Alexandre Polipercó) i a la guerra que va seguir la causa de Cassandre va perdre posicions fins a la pau del 311 aC, en virtut de la qual podia conservar el control dels territoris macedonis a Europa sota la corona d'Alexandre el fill de Roxana, i les ciutats gregues serien independents. Atenes, sota Demetri de Falèron (amb el títol de "Guardià" (ἐπιμελητής), des del 313 aC), restà aliada a Cassandre.
El mateix any Cassandre va fer matar Roxana i Alexandre i el 310 aC es va renovar la guerra, i Polipercó, altre cop enemic de Cassandre, va proclamar Hèrcules, el fill d'Alexandre i de Barsine, candidat proposat segurament per instigació d'Antígon.
Cassandre va subornar Polipercó al que va prometre el govern del Peloponès a canvi de la mort d'Hèrcules i Barsine, i Polipercó va accedir (309 aC). En aquest moment Cassandre només dominava Atenes, Corint i Sició, però les dues darreres foren entregades per Cratesípolis a Ptolemeu I Sòter el 308 aC i Demetri Poliorcetes va conquerir Atenes el 307 aC.
El 306 aC Antígon va agafar el títol reial, i el mateix van fer Lisímac de Tràcia i Ptolemeu, i Cassandre va deixar que els seus súbdits l'anomenessin rei, però ell mateix no va assolir el títol formalment.
El 305 aC Demetri va assetjar  Rodes i Cassandre va enviar ajut a la ciutat i mentre Demetri estava enfeinat en el setge, va poder ocupar diverses ciutats gregues, incloent-hi Corint, on es va rendir la guarnició dirigida per Prepelau, i també va assetjar Atenes.
El 304 aC Demetri va signar la pau amb Rodes i Cassandre va haver d'aixecar el setge d'Atenes i retirar-se al nord. Cassandre va demanar la pau a Antígon, però no la va obtenir i llavors es va aliar a Lisímac que va fer un atac de distracció a l'Àsia, i va ampliar l'aliança a Ptolemeu I Sòter i al general Seleuc, que van actuar també contra Antígon. Mentre Demetri Poliorcetes es va fer amo de Tessàlia fins que demanat urgentment pel seu pare a l'Àsia, va signar la pau amb Cassandre i ambdós van reconèixer la nominal independència de les ciutats gregues; el 302 aC Demetri va tornar a l'Àsia i el 301 aC es va lliurar la decisiva batalla d'Ipsos en la que Antígon fou derrotat i mort. Els quatre guanyadors, Seleuc, Lisímac, Ptolemeu i Cassandre, es van repartir els territoris d'Antígon i de l'Imperi, i Macedònia i Grècia van correspondre a Cassandre.
El 299 aC (o 298 aC) Cassandre va envair Còrcira que havia restat lliure i independent després del 303 aC quan la va abandonar Demetri Poliorcetes, sota la direcció de l'aventurer espartà Cleònim i que segurament havia estat cedida a Cassandre en compensació per l'ocupació de Cilícia (que havia correspost a Pleistarc, germà de Cassandre però havia estat ocupada per Demetri Poliorcetes). Còrcira es va entregar a Agàtocles de Siracusa que va obligar Cassandre a retirar-se (298 aC).
Aquest mateix any Cassandre va assaltar Atenes i Elatea (Fòcida) que foren ben defensades per l'atenenc Olimpiàdor amb ajut dels etolis. Com que no podia ocupar Atenes, Cassandre va donar suport a Lacares per assolir la tirania de la ciutat, però després Demetri Poliorcetes el va expulsar.
Els plans de Cassandre van quedar tallats per la seva mort per hidropesia la tardor del 297 aC. El va succeir el seu fill Filip IV de Macedònia